# Rivier

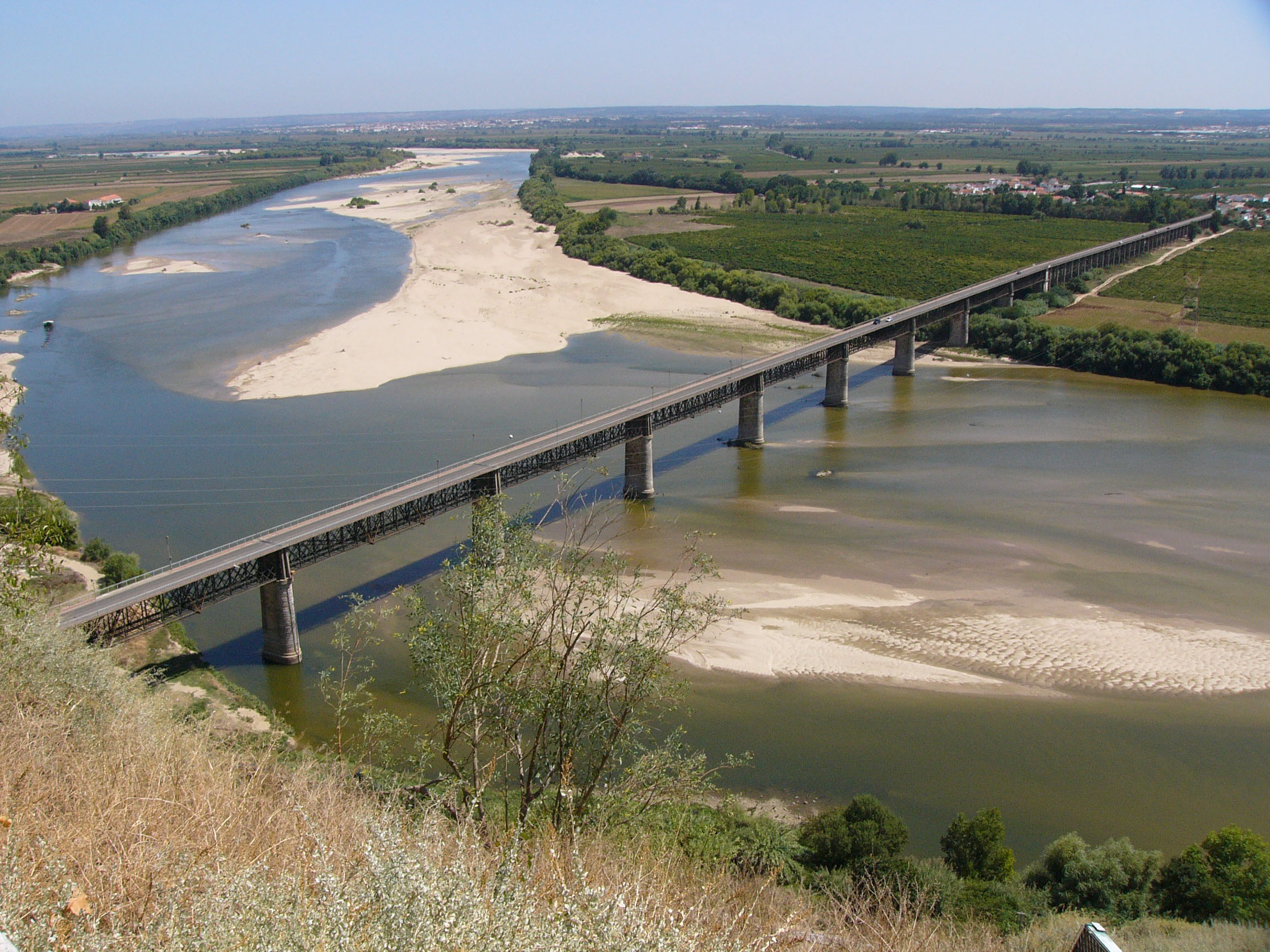
De Taag nabij Santarém

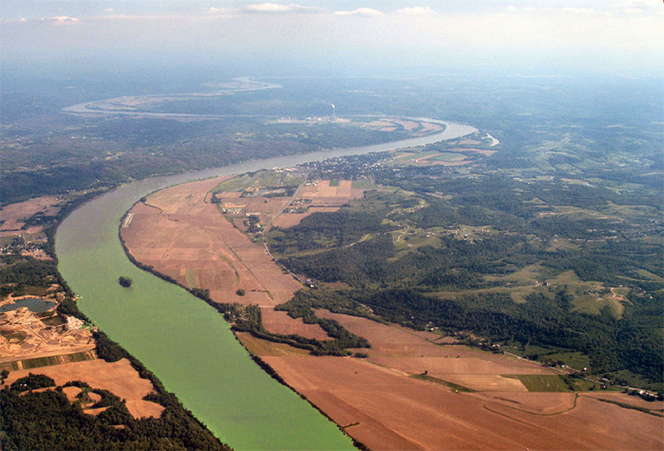
De Ohio in de Verenigde Staten

Een rivier is een natuurlijke waterloop en fungeert als het zichtbare afvoersysteem van het overtollige water in een bepaald gebied. Elke rivier ligt in een stroomgebied. Dat is het totale omringende gebied waarbinnen al het overtollige water via die ene rivier wordt afgevoerd.

## Soorten
In Nederland maakt men het onderscheid tussen oceanische rivieren die in een zee of oceaan uitmonden, en continentale rivieren die in een meer, een moeras of woestijn eindigen.
In Franstalig België maakt men naar Frans voorbeeld soms het onderscheid tussen stroom (fleuve), een waterloop die in een zee of oceaan uitmondt, en een rivier (rivière) die in een stroom of meer uitmondt. In Vlaanderen wordt dit onderscheid in de spreektaal niet gemaakt. De Nijl en de Amazone zijn volgens deze definitie stromen; het is echter gebruikelijk om ook deze stromen als rivier aan te duiden. Een beek is de aanduiding voor een kleine rivier. Een rivier die in een andere rivier uitmondt wordt zijrivier genoemd (zijrivier van eerste orde); een rivier die in een zijrivier uitmondt wordt bijrivier genoemd (zijrivier van tweede of hogere orde). Het stroomgebied van een rivier beslaat het oppervlak dat in deze rivier of haar zijrivieren afwatert. De scheidingslijn tussen twee stroomgebieden wordt waterscheiding genoemd. De bepaling van de linker- en de rechteroever van een rivier gebeurt ziende vanaf de bron, dus in de stroomrichting van de rivier.
Naar de vorm van een rivier maakt men onderscheid in meanderende en vlechtende rivierbeddingen. Een meanderende rivier bestaat uit één stroomgeul die kronkelt (meandert), waarbij de bochten kunnen uitbouwen en zichzelf afsnijden. De bedding van een vlechtende rivier, ook wel genoemd verwilderde rivier, kent verschillende stroomgeulen die door elkaar heen vlechten en regelmatig verschuiven. Soms heeft één rivier meerdere, min of meer parallel lopende geulen. Dit doet zich voor in rivierdelta's en in vlakke riviervalleien. In laaggelegen, vlakke rivierdalen (zoals Nederland) zijn rivieren van nature meanderend, vooral als ook de afvoer van de rivier redelijk constant is, bijvoorbeeld omdat zij een groot stroomgebied heeft (Rijn, Amazone, Mississippi). Rivieren waarvan de afvoer over het jaar sterk wisselt zijn vaak van het vlechtende type. In de laatste ijstijd was de Rijn in Nederland een vlechtende rivier.
Naar de ligging, van de bron tot de monding, maakt men onderscheid in bovenrivier, middenrivier en benedenrivier, gekenmerkt door afnemend verhang, afnemende snelheid en verschil in eroderend vermogen en sedimentatie. Materiaaltransport en depositie geschieden, onder invloed van afnemende stroomsterkte, in een aflopende reeks van blokken, grof grind, fijn grind, grof zand, fijn zand, silt, zavel, lichte klei en zware klei.

### Termen
- Aftakking: een rivier die water afvoert van de hoofdrivier.
- Bifurcatie: een natuurlijke verbinding tussen twee of meer stroomgebieden.
- Brakwatergrens: de grens tussen zoet en zout water.
- Debiet: de hoeveelheid water die per tijdseenheid door de rivier stroomt.
- Estuarium: een verbrede, veelal trechtervormige monding van een rivier, waar zoet rivierwater en zout zeewater vermengd worden en zodoende brak water ontstaat, en waar getijverschil waarneembaar is.
- Rivierdelta: een stelsel van aftakkingen van een rivier, voordat deze in zee of in een groot meer uitmondt.
- Stroomgebied: het gebied waarvan de rivieren met haar zijtakken water ontvangt.
- Stroomonthoofding: het proces waarbij een rivier door achterwaartse erosie de tot dat moment geldende waterscheiding op een bepaalde plaats doorbreekt en een tweede rivier in zich opneemt.
- Uiterwaard: gronden die gelegen zijn tussen een winterdijk en de bedding van een beek of rivier.
- Verhang: de verhouding tussen het verval en de afstand tussen twee plaatsen.
- Verval: het absolute hoogteverschil tussen twee plaatsen in een rivier.
- Zelling: een ondiep stuk grond langs een rivier.
- Zijrivier: een rivier die water aanvoert naar en uitmondt in een hoofdrivier.

## Rivieren verdelen

### Naar bevaarbaarheid

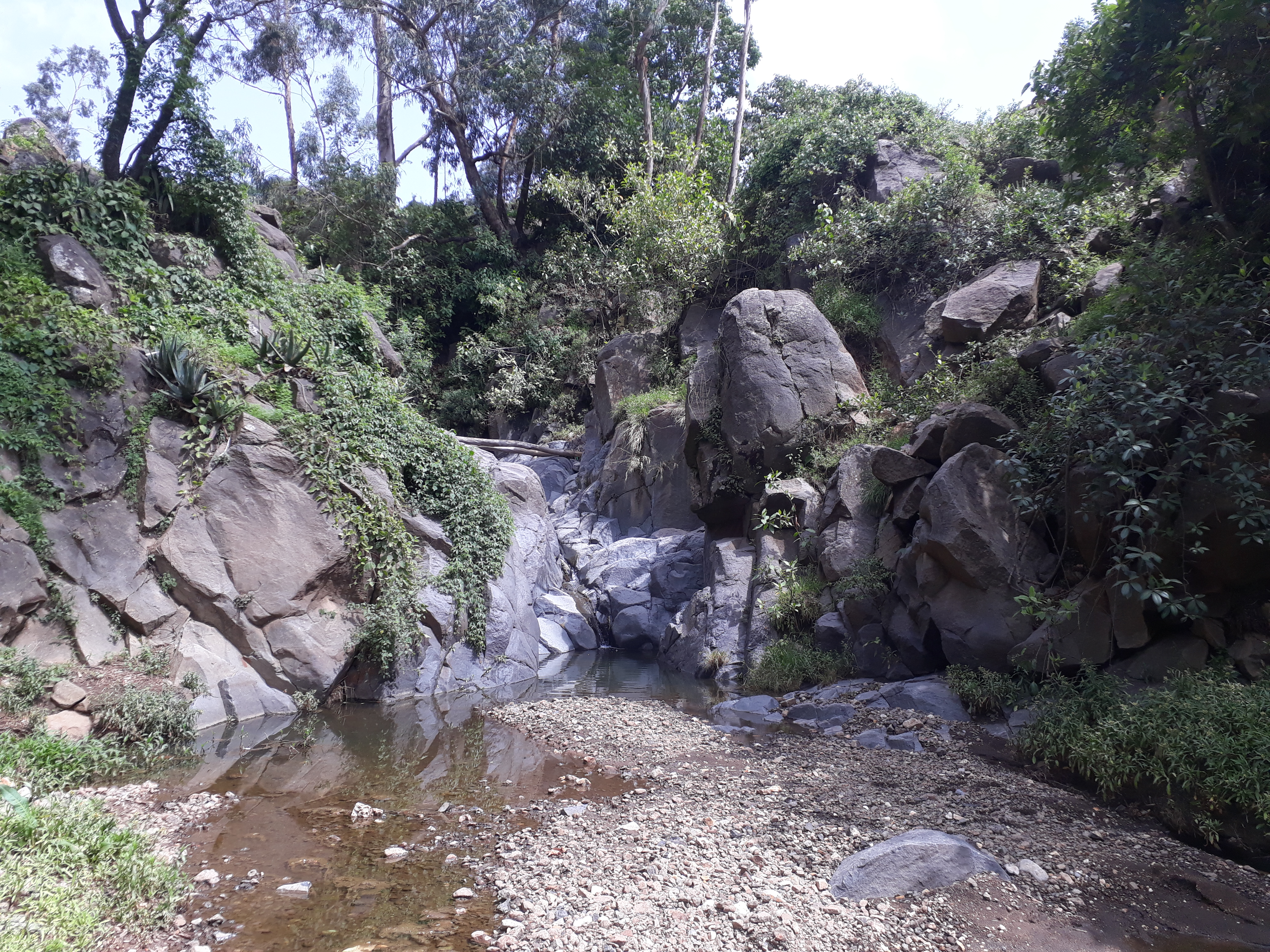
May Qoqah, een bergrivier in Ethiopië

- bevaarbare waterlopen
- niet-bevaarbare waterwegen

### Naar loop
- Bergrivieren: lopen niet in alluvium maar zijn ingesneden in de rots. Voorbeelden in België: Ninglinspo, Bayehon
- Meanderende rivieren: rivieren met veel bochten of kronkelingen
- Rechtlopende rivieren: rivieren die vrijwel recht lopen
- Vlechtende rivieren: rivieren waarbij het water door veel verschillende geultjes loopt

### Naar ontstaanswijze
- Bronrivieren: ontvangen water van een bron
- Gletsjerrivieren: ontvangen water van een gletsjer
- Regenrivieren: ontvangen water van de regen

### Naar plaats van uitmonden
- Oceanische rivieren: deze monden uit in zee of in een oceaan
- Continentale rivieren: deze monden uit op het land of in een meer

### Naar waterhuishouding
- Permanente rivieren: deze hebben het geheel jaar door water
- Periodieke rivieren: deze liggen voor een deel van het jaar droog

## Langste rivieren
Volgens velen was de Nijl met zijn 6650 km de langste rivier ter wereld, daarbij is de lengte van de Witte Nijl inbegrepen, die ook wel als afzonderlijke rivier wordt gezien. Het is in ieder geval de langste rivier van Afrika. De Amazone was al de grootste en blijkt sinds 18 november 2009 ook nog eens de langste te zijn met 6800 km. Dit na de ontdekking van de echte oorsprong, en die is ten zuiden van Peru (en niet in het noorden van Peru).
Van de rivieren die door de Lage Landen stromen is de Rijn de langste met zijn 1320 km. Op de wereldranglijst bezet hij een gedeelde 111de plaats. De tweede rivier is de Maas met 900 km en daarna volgen de Schelde met 350 km en de Leie met 202 km.

## Menselijk ingrijpen
Sinds de Middeleeuwen zijn de kleinere deltariviertakken in Nederland afgedamd (Linge, Oude Rijn, Hollandse IJssel) en zijn de grotere takken voorzien van bandijken en andere dijken. De polders tussen de rivieren (bijvoorbeeld Betuwe) werden zo beschermd tegen overstroming. Verder zijn veel meanders van beken en van grote rivieren vanwege kanalisatie afgesneden.
Een natuurlijke rivier zonder bescherming zal in de buitenbocht uitslijpen en in de binnenbocht verzanden. Om de rivier op dezelfde plaats te houden legt men kribben en strekdammen aan. Door de aanleg hiervan krijgt de rivier een regelmatige loop en wordt de vaargeul op z'n plaats én op diepte gehouden.

### Klimaatimpact
Met het oog op veiligheid en verwachte toekomstige klimaatverandering wordt sinds de bijna-overstromingen in 1993 en 1995 grondig nagedacht over dijkverhogingen en het anderszins voorkómen van overstromingen langs de grote rivieren (bijvoorbeeld nieuwe overlaatgebieden om bij hoogwater de hoogste afvoerpieken af te kunnen toppen). In Nederland bestaat hiervoor het plan Ruimte voor de rivier en in België het Sigmaplan.
Door de mens veroorzaakte opwarming van de Aarde kan ertoe leiden dat rivieren hun loop veranderen. In de zomer van 2016 veroorzaakte het terugtrekken van de Canadese gletsjer Kaskawulsh (Yukon) een abrupte wijziging in de loop van de rivieren stroomafwaarts. Honderden jaren lang liep het smeltwater in noordelijke richting door de Slims River naar de Yukon, en zo naar de Beringzee. Maar door een intensere smelting in de lente van 2016 loosde de terugtrekkende gletsjer zijn smeltwater plots in de Alsek River die zuidwaarts stroomt en uitmondt in Golf van Alaska. De overgang zou op enkele dagen tijd zijn gebeurd, tot grote verrassing van de wetenschappelijke waarnemers. In hun rapport noemen ze dit een volstrekt nieuw fenomeen, toe te schrijven aan de klimaatverandering.

### Erosie
In Argentinië veroorzaakte in 2018 de massale sojateelt mede het ontstaan van onstabiele nieuwe rivierbeddingen, die bovendien bijdroegen tot grootschalige erosie en andere schade aan de infrastructuur.

## Wettelijk statuut
Dit overzicht is mogelijk incompleet; u kunt helpen door het uit te breiden.

### Eigendom, beheer en gebruik
In de Verenigde Staten behoorde volgens de public trust doctrine in de meeste staten het water in rivieren en meren, en de toegang ertoe, aan iedereen. Maar dat recht is in verschillende staten ingeperkt, of zelfs opgeheven.
In Vlaanderen worden de bevaarbare waterlopen beheerd door De Vlaamse Waterweg. De onbevaarbare waterlopen zijn doorgaans eigendom van, en worden beheerd door de Vlaamse Milieumaatschappij, de provincie, de gemeente, of soms de watering, naargelang de categorie.
In Nederland worden de grote rivieren beheerd door Rijkswaterstaat, de kleinere rivieren (vaak onbevaarbaar) worden beheerd door de waterschappen. De bevaarbare Linge is bijvoorbeeld in het beheer bij het waterschap Rivierenland.
Het gebruik van het rivierwater wordt in internationaal verband geregeld binnen verdragen, zoals bijvoorbeeld het Indus-Waterverdrag. Voor de Benelux zijn met name het Maasverdrag, de Akte van Mannheim (voor de Rijn) en het Scheldetractaat van belang, alhoewel deze verdragen zich meer richten op de scheepvaart en de waterkwaliteit, en veel minder op de waterverdeling.

### Rechten
Een van de eerste stemmen die pleitten voor rechten van natuurlijke elementen was Christopher D. Stone, zoon van onderzoeksjournalist I.F. Stone, in Should Trees Have Standing? (1972). Als aan bedrijven rechten worden toegekend, zo redeneerde hij, dan ook aan natuurlijke objecten zoals bomen. Sedert het begin van de 21e eeuw hebben in meerdere landen één of meer rivieren de rechtspersoonlijkheid gekregen. Dit gebeurde soms door de wetgever, maar meestal door een hoog rechtscollege. Afgezien daarvan is het belangrijk wie zich dan namens de rivier kan opstellen (In loco parentis): soms is dat alleen de overheid, in andere landen kunnen ook burgers en gemeenschappen een zaak inleiden.
Enkele voorbeelden van rivieren met rechtspersoonlijkheid:
- Peru: de Marañón, een van de belangrijkste rivieren die de Amazone voeden, verkreeg in 2024 de rechtspersoonlijkheid.
- Bangladesh: sedert 2019 genieten alle rivieren de rechtspersoonlijkheid, hetgeen onbedoeld de rechten van oeverbewoners zou kunnen aantasten.[13]
- Verenigde Staten: in de rechtspraak van de inheemse bevolking hebben rivieren al de rechtspersoonlijkheid gekregen, onder meer de Klamath bij de Yurok, in 2019,[14]
- Colombia: de Atrato verkreeg in mei 2017 rechtspersoonlijkheid, na een vonnis van het Grondwettelijk Hof.[15]
- India: in maart 2017 verleende het Hooggerechtshof van de deelstaat Uttarakhand  rechten aan twee rivieren, de Ganges en de Yamuna.[16]
- Nieuw-Zeeland op 20 maart 2017 kreeg de Whanganui-rivier, gelegen in het gebied van de Iwi’s (een Maorivolk) wettelijke rechtspersoonlijkheid.[17]